# Antenne plate
Pour les articles homonymes, voir Planaire.
L'antenne plate ou antenne planaire ou plane ou antenne panneau est une antenne domestique particulière composée d'un grand nombre de dipôles ou capteurs, accordés couplés (et encore de type multi-cornet, cavité) sur une plaque contenue dans un volume de quelques centimètres d'épaisseur.Il existe aussi les antennes d'aspect plat, à technologie traditionnelle, faite d'un réflecteur et de sub-réflecteur Cassegrain ou Gregory, à focale raccourcie. Voir les antennes paraboliques.

## Satellite
Une tête universelle y est intégrée à l'arrière, dans le cadre de la réception de la télévision par satellite, en particulier pour des installations mobiles ou en plein air, nomade. En effet son encombrement et sa prise au vent est plus faible que pour une antenne parabolique. Son gain est proportionnel à sa surface de récolte. Les antennes plates « Kathrein » de 48 × 48 × 3 cm (144 cornets,72 par polarisation, 35 dB et bipolarisation) ou 34 × 34 × 5 cm (cornet, « Camos ») sont préférables aux antennes plates de 42 × 22 × 5 cm (30 dB monopolarisation, V pratique « Neovia ») qui dysfonctionnent plus rapidement pendant les épisodes caractérisés par des hydrométéores plus marqués (coupure de service ou écran noir).
NB : une nouvelle antenne plate rectangulaire, H et V, ayant un gain de 35,7 dB (ce qui équivaut à un diamètre de parabole de 58 cm) est actuellement commercialisée et utilisable pour la réception des bouquets satellites gratuits et payants via Atlantic-Bird 3, Hot-Bird et Astra, en France, Belgique, au Luxembourg et en Suisse.
Les antennes plates sont réputées être celles qui apportent le meilleur rendement, proche de 85 %, par rapport à leurs dimensions inférieures aux antennes paraboliques, 60 à 73 %. 
Toutes ces antennes plates ne sont compatibles qu'avec une seule position orbitale, contrairement aux antennes paraboliques. (sauf la Selfsat H50M2 qui permet la réception conjointe  d'Astra et d'Hot-bird ; elle est constituée de deux antennes plates rectangulaires juxtaposées verticalement, avec un angle différent et incluses dans une forme de carré ).

## WIFI, ISM
Pour d'autres applications, ex Wi-Fi, ISM ou radioamateurs il existe des versions à technologie interne différente, quad ou patch. Ces antennes sont aussi connues sous le nom d’antenne panneau.

## TV Terrestre
Pour la réception de la TNT en UHF, canaux 21 à 69, les constructeurs proposent des panneaux (usage habituel sur mat d'antenne) à 4 éléments en « >< » présentant un gain moyen de 13 dB avec un angle d'ouverture de l'ordre de 45°. Convient particulièrement pour plusieurs émetteurs se situant dans des azimuts  différents (50 à 60°) mais à polarisation identique.    
Depuis peu, des offres plus design se multiplient (antenne « dite TNT » ou « patch » ou « requin » ou « plate ») toutes capotées. La technologie utilisée est variable : certaines utilisent des fouets (gain de l'élément passif : 0dBi), des dipôles (gain 2dBi), ou des planaires hybrides (gain 8dBi). Les performances sont donc très variables, souvent nulles en VHF bande III. Elles sont généralement dotées d'un préamplificateur d'antenne large bande pour compenser les pertes HF. Ces antennes sont disponibles soit pour l'extérieur, avec fixation mât, soit uniquement pour l'intérieur (voir antenne d'intérieur)  
Ces antennes annoncées souvent comme « spéciales TNT » (?) séduisantes d'aspect, ne peuvent être utilisées que dans des conditions de champ suffisant et homogène et non-saturé (inter/sur-modulation). 